# Raión de Borova
Borova (en ucraniano: Борівський район) es un raión o distrito de Ucrania en el óblast de Járkov. 
Comprende una superficie de 875 km².
La capital es la ciudad de Borova.

## Demografía
Según estimación 2010 contaba con una población total de 18334 habitantes.

## Otros datos
El código KOATUU es 6321000000. El código postal 63800 y el prefijo telefónico +380 5759.